# Josephoartigasia monesi
Josephoartigasia monesi là một loài gặm nhấm Caviomorpha Nam Mỹ đã tuyệt chủng, là loài gặm nhấm lớn nhất từng được biết, đã sinh sống khoảng 4-2 triệu năm trước trong thế Pliocene đến đầu Pleistocene. Loài này có thể đã có cân nặng 1.000 kg (2.200 lb), khá lớn so với loài bà con gần nhất của nó hiện còn sống, loài pacarana. Loài này có thể đã sinh sống ở môi trường cửa sông hoặc một hệ thống đồng bằng châu thổ với các cộng đồng rừng, và đã có thể đã ăn cỏ mềm.

## Phân loại

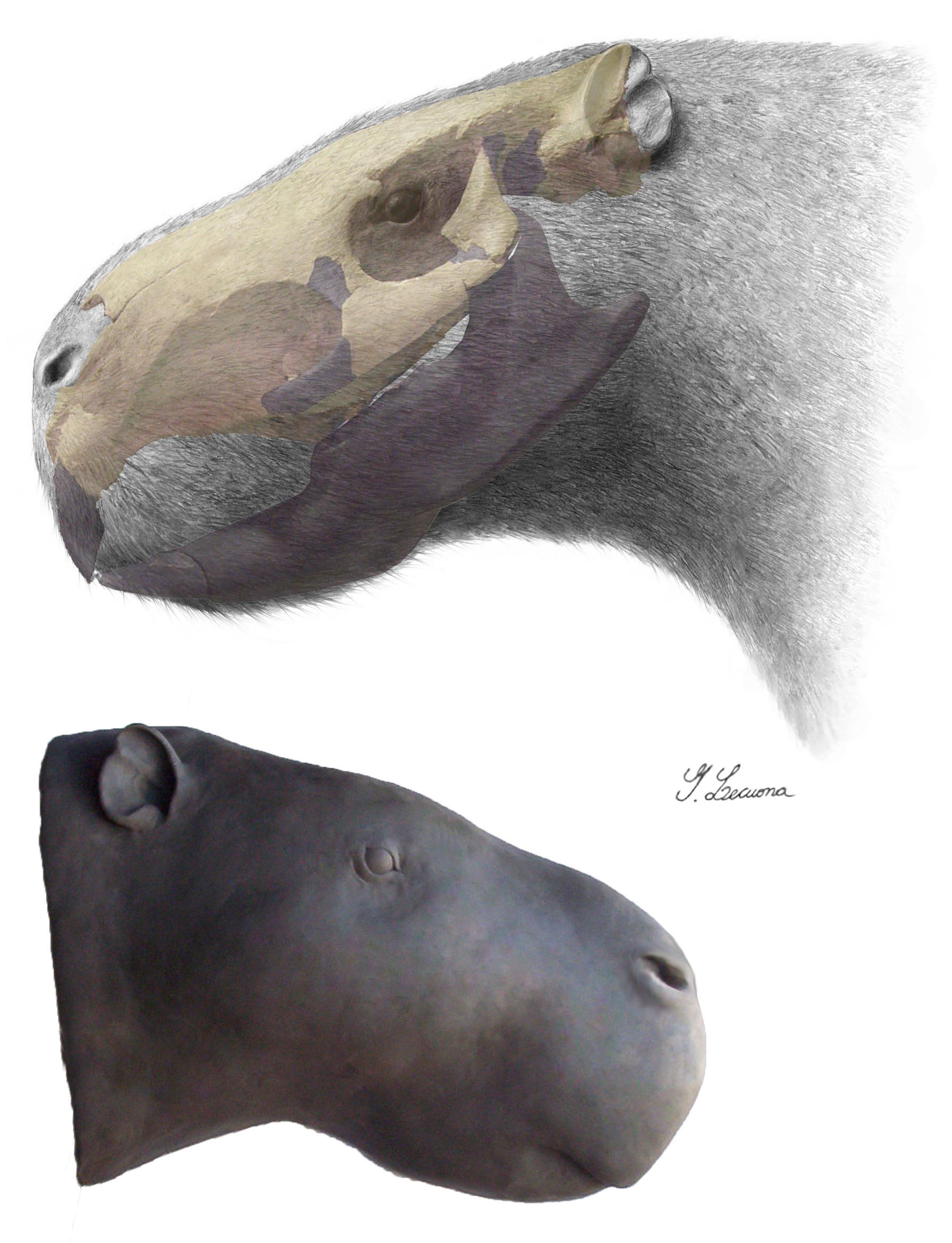
J. monesi

J. monesi được biết đến từ một sọ hầu như hoàn chỉnh được phát hiện từ Kiến tạo San José bên bờ của Río de la Plata ở Uruguay. Được phát hiện năm 1987, nhưng đã không được miêu tả khoa học chon đến năm 2008, tiêu bản được bảo quản ở Bảo tàng Nhân loại học và Lịch sử quốc gia của Uruguay. Loài này là một trong hai loài trong chi Josephoartigasia genus, loài kia là J. magna. J. monesi đôi khi được gọi là pacarana khổng lồ, đặt theo loài bà con gần nhất còn sống của nó pacarana (Dinomys branickii) trong họ Dinomyidae.

## Kích thước
Sọ của mẫu gốc dài 53 cm (21 in) và răng cửa còn lại dài hơn 30 cm (12 in). Tổng chiều dài thân ước khoảng 3 m (10 ft), với chiều cao 1,5 m (5 ft).
Bằng cách so sánh hộp sọ với các loài gặm nhấm còn sống khác nhau, các tác giả của bài báo ban đầu ước tính khối lượng giữa khoảng 468 kg (1.032 lb) và 2.586 kg (5.701 lb), với khối lượng trung bình 1.211 kg (2.670 lb). Một nhà nghiên cứu sau đó xem xét lại những con số này và đã đưa ra một ước tính bảo thủ hơn 350 kg (770 lb) đến 1.534 kg (3.382 lb), với trọng lượng trung bình 900 kg (2.000 lb). (so với trọng lượng 800 đến 1.400 kg tê giác đen trưởng thành.)
Không có tranh cãi về loài J. monesi thay thế Phoberomys pattersoni, một loài hơi cổ hơn đã sinh sống ở Venezuela trong thời kỳ hậu Miocene, cũng là loài gặm nhấm lớn nhất. Tuy nhiên, so sánh kích thước tỏ ra khó khăn vì các ước tính trước đây cho con số trọng lượng 400 kg (880 lb) và 700 kg (1.500 lb) đối với P. pattersoni đã căn cứ vào các yếu tố chân trước và chân sau, không hiện diện ở các mẫu J. monesi.